# Raorchestes andersoni
Raorchestes andersoni là một loài ếch trong họ Rhacophoridae. Chúng được tìm thấy ở Trung Quốc, Ấn Độ, Myanmar, và có thể cả Bangladesh. Các môi trường sống tự nhiên của chúng là các khu rừng ẩm ướt đất thấp nhiệt đới hoặc cận nhiệt đới, đầm nước, và đầm nước ngọt có nước theo mùa.